# ولار (کارولینای جنوبی)
ولار(به انگلیسی: Olar) شهری در ایالت کارولینای جنوبی کشور ایالات متحده آمریکا است که جمعیت آن در سرشماری سال ۲۰۱۰ میلادی، ۲۵۷ نفر بوده‌است.